# Liste der Kulturdenkmäler in Breitenbach (Pfalz)
In der Liste der Kulturdenkmäler in Breitenbach sind alle Kulturdenkmäler der rheinland-pfälzischen Ortsgemeinde Breitenbach aufgeführt. Grundlage ist die Denkmalliste des Landes Rheinland-Pfalz (Stand: 6. September 2022).

## Einzeldenkmäler
| Bezeichnung                       | Lage                      | Baujahr                  | Beschreibung | Bild                           |
| --------------------------------- | ------------------------- | ------------------------ | --- | ------------------------------ |
| Protestantische Pfarrkirche       | Friedhofstraße 5 Lage     | 13. oder 14. Jahrhundert | Chorturm aus dem 13. oder 14. Jahrhundert, spätbarocker Saalbau, 1783–87, Architekt Friedrich Gerhard Wahl, Zweibrücken; römische Spolien | weitere Bilder Fotos hochladen |
| Katholisches Pfarrhaus            | Kirchstraße 12 Lage       | 1899                     | Quaderbau mit Giebelrisalit, neugotische Motive, bezeichnet 1899                                                                          | BW                             |
| Katholische Pfarrkirche St. Jakob | Kirchstraße 14 Lage       | 1898–1900/04             | neugotischer Sandsteinquaderbau, Chorflankenturm, 1898–1900/04, Architekt Wilhelm Schulte I., Neustadt an der Weinstraße                  | Fotos hochladen                |
| Protestantisches Pfarrhaus        | Waldmohrer Straße 13 Lage | 1824                     | klassizistischer Walmdachbau, bezeichnet 1824                                                                                             | BW                             |